# Silvia La Barbera
Silvia La Barbera (Altofonte, 27 agosto 1984) è una mezzofondista italiana, vincitrice di due medaglie internazionali giovanili, entrambe sui 5000 m: oro agli Europei juniores di Tampere 2003 e bronzo agli Europei under 23 di Erfurt 2005.

## Biografia

### Gli inizi, i primi titoli italiani giovanili e la prima medaglia internazionale giovanile
Ha iniziato a praticare l'atletica nel 1997 all'età di 13 anni (categoria Ragazze) con il Gruppo Sportivo L'Atleta Palermo, sotto la guida del presidente-allenatore Salvatore Liga, poi è passata sotto la guida tecnica di Tommaso Ticali ed ora come la sorella gemella Barbara, mezzofondista come lei, è ritornata ad essere allenata da Salvatore Liga.
Nel 1999 vince il suo primo titolo italiano giovanile, in occasione dei campionati italiani cadette di corsa su strada, successo che bissa due anni dopo, 2001, al secondo anno da allieva.

Nello stesso anno vince la sua prima medaglia in una rassegna internazionale giovanile, aggiudicandosi in Spagna a Palma di Maiorca, la gara sui 3000 m ai Giochi delle isole, precedendo sull'arrivo proprio la sorella Barbara.

### 2002-2005: le medaglie agli europei giovanili e l'esordio con la Nazionale seniores
Doppietta di titoli italiani juniores di corsa campestre (cross corto e lungo) nel 2002.

Un altro titolo juniores di corsa campestre nel 2003, anno in cui si è diplomata in informatica.
Partecipa ai Mondiali juniores di corsa campestre in Irlanda a Dublino nel 2002, terminando 44ª nell'individuale e 14ª nella classifica a squadre.

Agli Europei juniores di corsa campestre a Medulin in Croazia, finisce rispettivamente al 35º e 13º posto.
Ai Mondiali di corsa campestre di Losanna in Svizzera nel marzo del 2003 si è classificata 26ª, miglior piazzamento di sempre per un'italiana categoria juniores nella rassegna iridata di specialità.
Nel mese di luglio del 2003, si laurea campionessa europea juniores sui 5000 m a Tampere in Finlandia (per cui riceve il Premio “Atleti siciliani dell’anno”) e quinta classificata nei 3000 m.

Agli Europei juniores di corsa campestre in Scozia ad Edimburgo si ritira.
A marzo del 2005 gareggia ai Mondiali di corsa campestre (esordio per lei con la Nazionale assoluta) in Francia a Saint-Galmier finendo al 57º posto nell'individuale ed al 10º di squadra.

Nel mese di luglio vince la medaglia di bronzo sui 5000 m agli Europei under 23 di Erfurt in Germania.
Quarta classificata sui 5000 m agli assoluti di Firenze 2004 e campionessa italiana promesse l'anno seguente, 2005, sulla stessa distanza precedendo proprio la sorella Barbara.

### 2006-2010: l’arruolamento nella Forestale
Si è arruolata nella Forestale il 6 febbraio 2006.
Campionessa italiana promesse agli italiani di corsa campestre (quinta assoluta); prende parte agli assoluti indoor, chiudendo sesta sui 1500 e settima nei 3000 m.

Quarto posto sui 5000 m ai campionati italiani promesse; era iscritta sia nei 1500 che nei 5000 m agli assoluti di Torino 2006, ma non ha gareggiato in entrambe le gare.
Agli assoluti di Cagliari 2008 giunge all'11º posto sui 5000 m e poi agli italiani di mezza maratona termina in 13ª posizione.
Era iscritta sui 3000 m agli assoluti indoor di Torino 2009, ma non ha gareggiato.

Giunge ottava agli assoluti di corsa campestre e poi 17ª negli italiani di mezza maratona.
Agli assoluti di Milano, era presente ma non ha gareggiato sui 5000 m, mentre nei 10000 m ha corso, però si è ritirata durante la finale.
2010, undicesimo posto nella mezza maratona, quarta nei 10000 m agli assoluti di Grosseto e 13ª nei 10 km di corsa su strada.

### 2011-2016: gli Europei di corsa campestre e il primo titolo italiano assoluto
Nona agli assoluti di corsa campestre a Varese nel 2011.
Diventa vicecampionessa dei 10 km di corsa su strada nel 2012 ed arriva 11ª agli assoluti di corsa campestre.
Con la Nazionale seniores partecipa agli Europei di corsa campestre, a Budapest in Ungheria, finendo la gara al 32º posto e quarta nella classifica a squadre.
Vicecampionessa italiana di corsa campestre nel 2013, quarta nei 10000 m su pista e 7ª sui 5000 m.
Gareggia poi agli Europei di corsa campestre, in Serbia a Belgrado, concludendo in 51ª posizione nell'individuale e quarta a squadre.
Soltanto piazzamenti ai vari campionati italiani disputati nel 2014: quinta nella corsa campestre, 11ª nella mezza maratona, sesta nei 10000 m su pista, quinta sui 5000 m e 4ª nei 10 km di corsa su strada.
Medaglia di bronzo sui 5000 m agli assoluti di Torino 2015, 13ª ai nazionali di corsa campestre e sesta agli italiani dei 10 km di corsa su strada.
Nel mese di dicembre gareggia agli Europei di corsa campestre in Francia a Hyères: finisce al 26º posto, quinta nella classifica a squadre.
Il 21 febbraio del 2016 a Gubbio vince il suo primo titolo italiano assoluto in carriera.

## Record nazionali

### Juniores
- 5000 metri: 15'52"20 ( Tampere, 25 luglio 2003)[7]

## Progressione

### 3000 metri piani
| Stagione | Tempo   | Luogo        | Data       | Rank. Mond. |
| -------- | ------- | ------------ | ---------- | ----------- |
| 2015     | 9'30"69 | Torino       | 15-7-2015  |             |
| 2012     | 9'40"35 | Misterbianco | 27-6-2012  |             |
| 2010     | 9'29"90 | Siracusa     | 23-7-2010  |             |
| 2009     | 9'33"90 | Palermo      | 27-6-2009  |             |
| 2008     | 9'32"54 | Rieti        | 22-10-2008 |             |
| 2005     | 9'21"27 | Nuraminis    | 10-9-2005  |             |
| 2004     | 9'08"10 | Manchester   | 24-7-2004  |             |
| 2003     | 9'34"66 | Tampere      | 26-7-2003  |             |
| 2002     | 9'32"10 | Palermo      | 20-6-2002  |             |
| 2001     | 9'58"20 | Fano         | 22-9-2001  |             |

### 5000 metri
| Stagione | Tempo    | Luogo          | Data      | Rank. Mond. |
| -------- | -------- | -------------- | --------- | ----------- |
| 2015     | 16'04"04 | Alba           | 3-9-2015  |             |
| 2014     | 16'30"58 | Ponzano Veneto | 4-7-2014  |             |
| 2013     | 16'27"70 | Palermo        | 6-7-2013  |             |
| 2011     | 17'11"28 | Misterbianco   | 16-6-2011 |             |
| 2010     | 16'52"30 | Catania        | 28-7-2010 |             |
| 2009     | 17'04"69 | Alcamo         | 5-7-2009  |             |
| 2008     | 16'38"03 | Palermo        | 30-7-2008 |             |
| 2006     | 16'52"98 | Rieti          | 22-7-2006 |             |
| 2005     | 15'53"38 | Cesenatico     | 12-6-2005 |             |
| 2004     | 15'46"26 | Firenze        | 10-7-2004 |             |
| 2003     | 15'52"20 | Tampere        | 25-7-2003 |             |
| 2002     | 16'29"12 | Pescara        | 14-9-2002 |             |

### 10000 metri
| Stagione | Tempo    | Luogo   | Data       | Rank. Mond. |
| -------- | -------- | ------- | ---------- | ----------- |
| 2014     | 34'47"95 | Ferrara | 17-5-2014  |             |
| 2013     | 34'29"00 | Ancona  | 18-5-2013  |             |
| 2012     | 34'20"31 | Palermo | 20-10-2012 |             |
| 2011     | 35'47"27 | Rieti   | 17-4-2011  |             |
| 2010     | 35'07"54 | Rieti   | 25-4-2010  |             |
| 2009     | 35'14"38 | Rieti   | 26-4-2009  |             |
| 2008     | 36'04"40 | Roma    | 10-5-2008  |             |
| 2006     | 35'17"30 | Rieti   | 30-4-2006  |             |
| 2005     | 34'15"10 | Palermo | 18-6-2005  |             |

### Mezza maratona
| Stagione | Tempo   | Luogo              | Data       | Rank. Mond. |
| -------- | ------- | ------------------ | ---------- | ----------- |
| 2014     | 1:16'14 | Verona             | 16-2-2014  |             |
| 2010     | 1:16'12 | Catania            | 12-12-2010 |             |
| 2009     | 1:19'08 | Padenghe sul Garda | 29-11-2009 |             |
| 2008     | 1:22'36 | Atripalda          | 1-6-2008   |             |

## Palmares
| Anno | Manifestazione                       | Sede             | Evento               | Risultato | Prestazione | Note   |
| ---- | ------------------------------------ | ---------------- | -------------------- | --------- | ----------- | ------ |
| 2001 | Giochi delle isole                   | Palma di Maiorca | 3000 m               | Oro       | 10'29"40    | [ 8 ]  |
| 2002 | Mondiali juniores di corsa campestre | Dublino          | 5962 m               | 44ª       | 22'14       | [ 9 ]  |
| 2002 | Mondiali juniores di corsa campestre | Dublino          | Classifica a squadre | 14ª       | 187 punti   | [ 10 ] |
| 2002 | Europei juniores di corsa campestre  | Medulin          | 3730 m               | 35ª       | 13'10       | [ 11 ] |
| 2002 | Europei juniores di corsa campestre  | Medulin          | Classifica a squadre | 13ª       | 211 punti   | [ 12 ] |
| 2003 | Mondiali juniores di corsa campestre | Losanna          | 6215 m               | 26ª       | 22'54       | [ 9 ]  |
| 2003 | Europei juniores                     | Tampere          | 5000 m               | Oro       | 15'52"20    | [ 13 ] |
| 2003 | Europei juniores                     | Tampere          | 3000 m               | 5ª        | 9'34"66     | [ 13 ] |
| 2003 | Europei juniores di corsa campestre  | Edimburgo        | 4520 m               | Finale    | r           | [ 14 ] |
| 2005 | Mondiali di corsa campestre          | Saint-Galmier    | 8108 m               | 57ª       | 30'07       | [ 9 ]  |
| 2005 | Mondiali di corsa campestre          | Saint-Galmier    | Classifica a squadre | 10ª       | 193 punti   | [ 15 ] |
| 2005 | Europei under 23                     | Erfurt           | 5000 m               | Bronzo    | 16'07"01    | [ 16 ] |
| 2012 | Europei di corsa campestre           | Budapest         | 8050 m               | 32ª       | 29'11       | [ 17 ] |
| 2012 | Europei di corsa campestre           | Budapest         | Classifica a squadre | 4ª        | 82 punti    | [ 18 ] |
| 2013 | Europei di corsa campestre           | Belgrado         | 8000 m               | 51ª       | 28'58       | [ 19 ] |
| 2013 | Europei di corsa campestre           | Belgrado         | Classifica a squadre | 4ª        | 97 punti    | [ 20 ] |
| 2015 | Europei di corsa campestre           | Hyères           | 8087 m               | 26ª       | 27'06       | [ 21 ] |
| 2015 | Europei di corsa campestre           | Hyères           | Classifica a squadre | 5ª        | 118 punti   | [ 22 ] |

## Campionati nazionali
- 1 volta campionessa assoluta di corsa campestre (2016)
- 1 volta campionessa promesse di corsa campestre (2006)
- 1 volta campionessa promesse dei 5000 m (2005)
- 2 volte campionessa juniores nel cross lungo della corsa campestre (2002, 2003)
- 1 volta campionessa juniores nel cross corto della corsa campestre (2002)
- 1 volta campionessa allieve di corsa su strada (2001)
- 1 volta campionessa cadette di corsa su strada (1999)

1999
- Oro ai Campionati italiani cadetti e cadette
di corsa su strada[1]

2001
- Oro ai Campionati italiani allievi e juniores
di corsa su strada, 6 km - 21'51[1]

2002
- Oro ai Campionati italiani di corsa campestre, (Modena), 5 km - 18'17 (corto juniores)[23]
- Oro ai Campionati italiani di corsa campestre, (Grosseto), 6 km - 20'10 (lungo juniores)[24]

2003
- Oro ai Campionati italiani di corsa campestre, (Roma), 6 km - 21'06 (juniores)[25]

2004
- 4ª ai Campionati italiani assoluti,
(Firenze), 5000 m - 15'46"26[26]

2005
- Oro ai Campionati italiani juniores e promesse, (Grosseto), 5000 m - 16'27"14[27]

2006
- 6ª ai Campionati italiani assoluti indoor,
(Ancona), 1500 m - 4'29"47[28]
- 7ª ai Campionati italiani assoluti indoor,
(Ancona), 3000 m - 9'28"03[29]
- 5ª ai Campionati italiani di corsa campestre, (Lanciano), 8 km - 26'14 (assolute)[30]
- Oro ai Campionati italiani di corsa campestre, (Lanciano), 8 km - 26'14 (promesse)[30]
- 4ª ai Campionati italiani juniores e promesse, (Rieti), 5000 m - 16'52"98[30]

2008
- 11ª ai Campionati italiani assoluti,
(Cagliari), 5000 m - 16'40"51[31]
- 13ª ai Campionati italiani di mezza maratona, (Atripalda), Mezza maratona - 1:22'36[32]

2009
- 8ª ai Campionati italiani di corsa campestre,
(Porto Potenza Picena), 8 km - 28'27[33]
- 17ª ai Campionati italiani di mezza maratona, (Ravenna), Mezza maratona - 1:21'22[34]

2010
- 11ª ai Campionati italiani di mezza maratona, (Polpenazze del Garda), Mezza maratona - 1:17'27[35]
- 4ª ai Campionati italiani assoluti,
(Grosseto), 10000 m - 35'13"19[36]
- 13ª ai Campionati italiani dei 10 km di corsa su strada, (Pordenone), 10 km - 34'56[37]

2011
- 9ª ai Campionati italiani di corsa campestre,
(Varese), 7,8 km - 28'29[38]

2012
- 11ª ai Campionati italiani di corsa campestre,
(Borgo Valsugana), 8 km - 29'22[39]
- Argento ai Campionati italiani dei 10 km
di corsa su strada, (Modica), 10 km - 35'09[40]

2013
- Argento ai Campionati italiani di corsa campestre, (Abbadia di Fiastra), 8 km - 26'31[41]
- 4ª ai Campionati italiani dei 10000 m su pista, (Ancona), 10000 m - 34'29"88[42]
- 7ª ai Campionati italiani assoluti,
(Milano), 5000 m - 16'35"98[43]

2014
- 5ª ai Campionati italiani di corsa campestre,
(Nove), 8 km - 28'59[44]
- 11ª ai Campionati italiani di mezza maratona,
(Verona), Mezza maratona - 1:16'14[45]
- 6ª ai Campionati italiani dei 10000 m su pista, (Ferrara), 10000 m - 34'47"95[46]
- 5ª ai Campionati italiani assoluti,
(Rovereto), 5000 m - 16'34"64[47]
- 4ª ai Campionati italiani dei 10 km di corsa su strada, (Isernia), 10 km - 35'59[48]

2015
- 10ª ai Campionati italiani di corsa campestre,
(Fiuggi), 8 km - 28'56[49]
- Bronzo ai Campionati italiani assoluti,
(Torino), 5000 m - 16'15"43[50]
- 6ª ai Campionati italiani dei 10 km di corsa su strada, (Trecastagni), 10 km - 35'19[51]

2016
- Oro ai Campionati italiani di corsa campestre, (Gubbio), 8 km - 25"33[52]

## Altre competizioni internazionali
2002
- Argento nell'Incontro internazionale juniores,
( Gorizia), 3000 m - 9'47"25[53]

2003
- Oro nell'Incontro internazionale juniores,
( Nove), 3000 m - 9'27"79[13]

2004
- 4ª al Cross del Campaccio, ( San Giorgio su Legnano), 6 km - 21'34[54]
- Oro nell'Incontro internazionale under 23 Gran Bretagna-Germania-Italia,
( Manchester), 3000 m - 9'08"10[55]
- 7ª nel Giro podistico internazionale di Castelbuono,
( Castelbuono), 5,8 km - 19'53[56]

2012
- Oro nella XXXII Grifonissima,
( Perugia), 11,886 km - 42'07[57]

2013
- Oro nel XXXVI Cross Internazionale della Vallagarina, ( Villa Lagarina), 6,440 m - 22'44[58]

2015
- Oro nel XXXIIX Cross Internazionale della Vallagarina, ( Villa Lagarina), 6 km - 22'48[59]
- 6ª al Trofeo "Città di Telesia",
( Telese Terme), 10 km - 35'42[60]